# مز (نرم‌افزار مارکتینگ)
ماز (به انگلیسی Moz) یک پلتفرم آنالیز و ابزارهای سئو است. (SaaS) این شرکت در شهر سیاتل در واشینگتنِ ایالات متحده آمریکا مستقر است که مبادرت به فروش بازاریابی داخلی و بازاریابی تجزیه و تحلیل نرم‌افزار اشتراک می‌کند. این شرکت در سال ۲۰۰۴ به عنوان یک شرکت مشاوره‌ای بود و سپس از ۲۰۰۸ به شرکت آموزش و انجام‌دهنده SEO تغییر رویه داد. بیش از یک میلیون نفر از این شرکت برای بهینه‌سازی وبگاه خود استفاده می‌کنند. سایت ماز ابزارهای بهینه‌سازی وب‌سایت، که شامل موضوعاتی چون کلمه کلیدی، ساخت لینک، سایت ممیزی و بهینه‌سازی صفحه، به منظور کمک به شرکت‌ها برای مشاهده بهتر موقعیت آن‌ها در موتورهای جستجو و چگونگی بهبود بخشیدن به رتبه‌بندی خود، ارائه می‌دهد.
ماز (Moz) یکی از معروف‌ترین پلتفرم‌های سئو و بهینه‌سازی وب‌سایت است. این پلتفرم مجموعه‌ای از ابزارهای مفید برای مدیران وب‌سایت، کارشناسان بازاریابی دیجیتال و سئو کاران را فراهم می‌کند.
ماز ابتدا با نام SeoMoz شروع به کار کرد و در سال ۲۰۱۲ به Moz تغییر نام داد.
ماز ابزارهای مختلفی برای بهینه‌سازی وب‌سایت، ارزیابی رقبا و محتوای آن‌ها، پیدا کردن کلمات کلیدی، پیگیری رتبه سایت‌ها در موتورهای جستجو، بررسی لینک‌های برگشتی و بسیاری از امور دیگر را ارائه می‌دهد. در زیر به تفصیل برخی از ابزارهای ماز و قابلیت‌های آن می‌پردازیم:
1. کاوشگر کلمات کلیدی: این ابزار به کاربران این امکان را می‌دهد که کلمات کلیدی مناسب برای وب‌سایت خود را پیدا کنند. این ابزار به کاربران این امکان را می‌دهد تا میزان جستجو، سختی و سایر معیارها را برای انتخاب کلمات کلیدی مناسب ببینند.
2. پیگیری رتبه: این ابزار به کاربران این امکان را می‌دهد تا رتبه وب‌سایت خود را در موتورهای جستجویی مانند گوگل، بینگ و یاهو بررسی کنند. این ابزار به کاربران این امکان را می‌دهد تا ببینند که تلاش‌های سئویی آنان چگونه بر روی نمایانی وب‌سایتشان تأثیر می‌گذارد و فرصت‌های بهبود را شناسایی کنند.
3. بازبینی سایت: این ابزار می‌تواند وب‌سایت شما را بررسی کند تا مشکلات فنی سئویی را که ممکن است رتبه شما را تحت تأثیر قرار دهند، شناسایی کند. شما می‌توانید گزارشی دریافت کنید که مشکلاتی مانند لینک‌های شکسته، برچسب‌های متا از دست رفته و سایر مشکلات سئویی صفحات در آن مشخص شده است.
4. تجزیه و تحلیل رقبا: این ابزار به کاربران این امکان را می‌دهد تا رقبای خود را بررسی کنند و استراتژی‌های سئویی آنان را بررسی کنند. با استفاده از این ابزار، شما می‌توانید بفهمید که رقبای شما از کلمات کلیدی چگونه استفاده می‌کنند و چگونه می‌توانید از آن‌ها بیاموزید.
5. بررسی لینک‌های برگشتی: این ابزار به کاربران این امکان را می‌دهد تا لینک‌های برگشتی به وب‌سایت خود را بررسی کنند و بفهمند کدام لینک‌ها بهترین ارزش را برای سئو وب‌سایتشان دارند.
6. ابزارهای محتوایی: این ابزارها به کاربران این امکان را می‌دهند که محتوای وب‌سایت خود را بهینه‌سازی کنند. این ابزارها شامل بررسی اصلاحیه‌های متن، کلمات کلیدی، عناوین و توضیحات متا می‌شود.

استفاده از ماز می‌تواند به بهبود سئو وب‌سایت شما کمک کند و باعث افزایش ترافیک وب‌سایت شما شود. با استفاده از این پلتفرم، شما می‌توانید به صورت خودکار معاینه‌ای دقیق برای وب‌سایت خود داشته باشید و مشکلات سئویی آن را برطرف کنید. همچنین، این پلتفرم به کاربران این امکان را می‌دهد تا ابزارهای دیگر را مانند Google Analytics و Google Search Console با آن‌ها یکپارچه کنند و به صورت جامع تحلیل داده‌های سئو وب‌سایت خود را بررسی کنند.

## ابزارها
- رنک کلید واژه خود را آنالیز و بررسی نمایید.
- بک‌لینک‌های سایت خود و رقبا را چک کنید و آن‌ها را تحلیل نمایید.
- مشکلات فنی و همچنین سئو داخلی یا تکنیکال سایت خود را یافته و برطرف کنید.
- با ایجاد کمپین، روند رشد یا افول سایت خود را تحلیل و ارتقا دهید.
- کلید واژه‌های جدیدی را استخراج نمایید.[۳]